# Finningley
Finningley − wieś w hrabstwie South Yorkshire, Anglia. Znajduje się tutaj Port lotniczy Robin Hood Doncaster Sheffield. W 2001 miejscowość liczyła 4048 mieszkańców.